# Fuensaúco
Fuensaúco es una localidad  y también una pedanía castellana de la provincia de Soria,  partido judicial de Soria, comunidad autónoma de Castilla y León, España. Pueblo de la  Comarca de Soria que pertenece al municipio de  Renieblas.
El Camino de Santiago de Soria, también llamado Castellano-Aragonés, pasa por la localidad.

## Historia
Lugar que durante la Edad Media perteneció a la Comunidad de Villa y Tierra de Soria formando parte del Sexmo de Tera.
El Censo de Pecheros de 1528, en el que no se contaban eclesiásticos, hidalgos y nobles, registraba la existencia 28 pecheros, es decir unidades familiares que pagaban impuestos.
A la caída del Antiguo Régimen la localidad se constituye en municipio constitucional, en la región de Castilla la Vieja que en el censo de 1842 contaba con 17 hogares y 53 vecinos, para posteriormente integrarse en Renieblas.

## Demografía
En el año 1981 contaba con 36 habitantes, concentrados en el núcleo principal, pasando a 10 en  2010, 10 varones y 10 mujeres.
| Gráfica de evolución demográfica de Fuensaúco (localidad) entre 2000 y 2013                      |
|                                                                                                  |
| Población de derecho (2000-2013) según los censos de población del INE a 1 de enero de cada año. |

## Monumentos

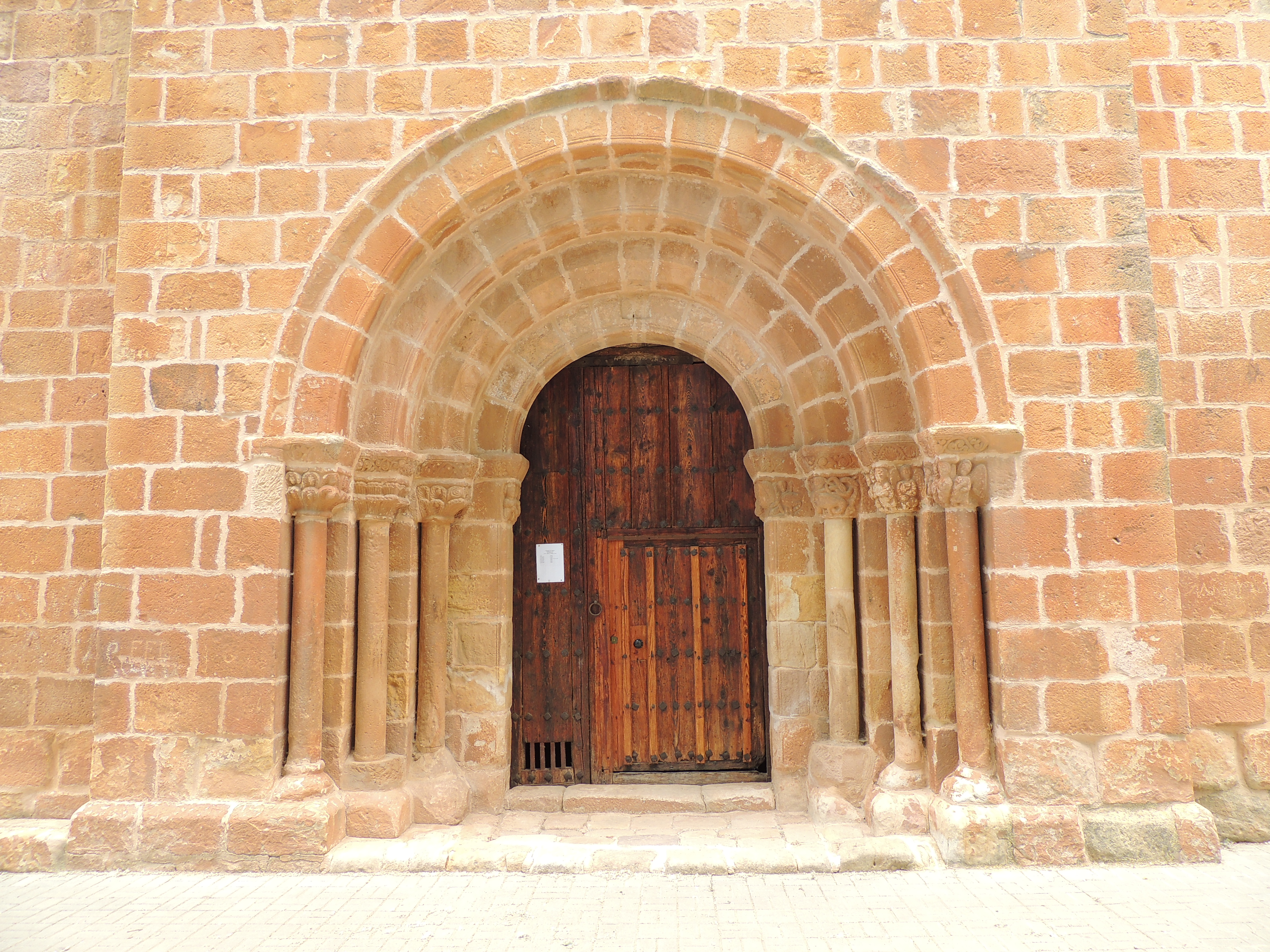
Portada de la iglesia de Nuestra Señora de los Ángeles

- Iglesia de Nuestra Señora de los Ángeles. Fue declarada Bien de Interés Cultural en la categoría de Monumento el 23 de diciembre de 1993.[7]

Su iglesia es un edificio de buena hechura perteneciente al románico tardío. Datable en el XIII, enlaza ya con el incipiente gótico merced a las bóvedas de recia crucería de su crucero.
- Torreón

## Actividad económica
Es un municipio agrícola